# Otoba gracilipes
Otoba Gracilipes es un árbol de la familia Myristicaceae nativo de los Andes del Pacífico Colombiano que crece en altitudes de entre 0 y 540 m.s.n.m.

## Descripción
Alcanza alturas de 30 a 35 m, con un diámetro sobre los contrafuertes de 60 cm.
Anatómicamente, su corteza es lisa y de color café cobrizo, mientras que en el interior de la misma es de color rosado. Sus hojas son simples, alternas, dísticas (órganos vegetales que están en direcciones opuestas) y de envés blancuzco. Sus flores son amarillas y dispuestas en racimo. Exuda un látex rojizo y su fruto es de tipo folicular globoso, parecido a la nuez moscada, dándose en cápsulas y semillas rojas.
Se ha observado que esta especie se encuentran presente en: Costa Rica, Panamá, Venezuela, Colombia y Ecuador, con una mayor distribución en estos dos últimos países.

## Enlaces
Descripción general y características anatómicas.
Ficha Universidad Nacional de Colombia
- Datos: Q15475314